# Yu der Große

Yu der Große

Yǔ (chinesisch 禹, Pinyin Yǔ), Nachname Sì (姒), Vorname Wénmìng (文命), oder Yǔ der Große (大禹,  Dà Yǔ), Xià Yǔ (夏禹), Róng Yǔ (戎禹) war der mythische erste Kaiser (2205 – 2147 v. Chr.) der semi-legendären Xia-Dynastie und der Nachfolger der fünf mythischen Urkaiser Chinas, die als Kulturheroen und Begründer der chinesischen Zivilisation gelten. Yu wurde erstmals tausend Jahre nach seiner vermeintlichen Existenz in der Westlichen Zhou-Dynastie erwähnt, daher gilt seine Historizität als nicht eindeutig belegt.
In der chinesischen Mythologie spielt Yu eine wichtige Rolle, da zahlreiche Legenden über ihn existieren, von denen die bekannteste der Flutmythos ist, in der Yu das Land vor Überschwemmungen rettet.

## Abstammung und frühes Leben
Nach mehreren alten chinesischen Legenden war Yu der achtfache Urenkel des Gelben Kaisers: Yus Vater, Gun, war der fünffache Urenkel von Kaiser Zhuanxu; Zhuanxus Vater, Changyi, war der zweite Sohn des Gelben Kaisers. Yu soll möglicherweise am Berg Wen (汶山), im heutigen Kreis Beichuan in der Provinz Sichuan, geboren worden sein, obwohl es Debatten darüber gibt, ob er stattdessen in Shifang geboren wurde. Yus Mutter war vom Youxin-Klan und hieß entweder Nüzhi (女志) oder Nüxi (女嬉). Sein Clan-Name ist Si, während sein persönlicher Name Wenming (文命) ist, laut den Aufzeichnungen des großen Historikers.
Als Yu ein Kind war, ließ sein Vater Gun das Volk nach Osten in die Zentralebene ziehen. Kaiser Yao belehnte Gun mit der Herrschaft über Chong, das üblicherweise als der mittlere Gipfel des Berges Song identifiziert wird. Es wird daher angenommen, dass Yu an den Hängen des Berges Song, südlich des Gelben Flusses, aufgewachsen ist. Später heiratete er eine Frau vom Berg Tu (塗山), die allgemein als Tushanshi (塗山氏; 'Lady Tushan') bezeichnet wird. Sie hatten einen Sohn namens Qi, ein Name, der wörtlich „Offenbarung“ bedeutet.
Die Lage des Berges Tu ist seit jeher umstritten. Die beiden wahrscheinlichsten Standorte sind der Berg Tu in der Provinz Anhui und der Tu-Gipfel des südlichen Berges in der Gemeinde Chongqing.

## Persönlichkeit
Laut den Aufzeichnungen des Großen Historikers wurde Yu als leichtgläubiger, hart arbeitender, schlagfertiger Mensch beschrieben.

## Der Große Yu kontrolliert die Gewässer

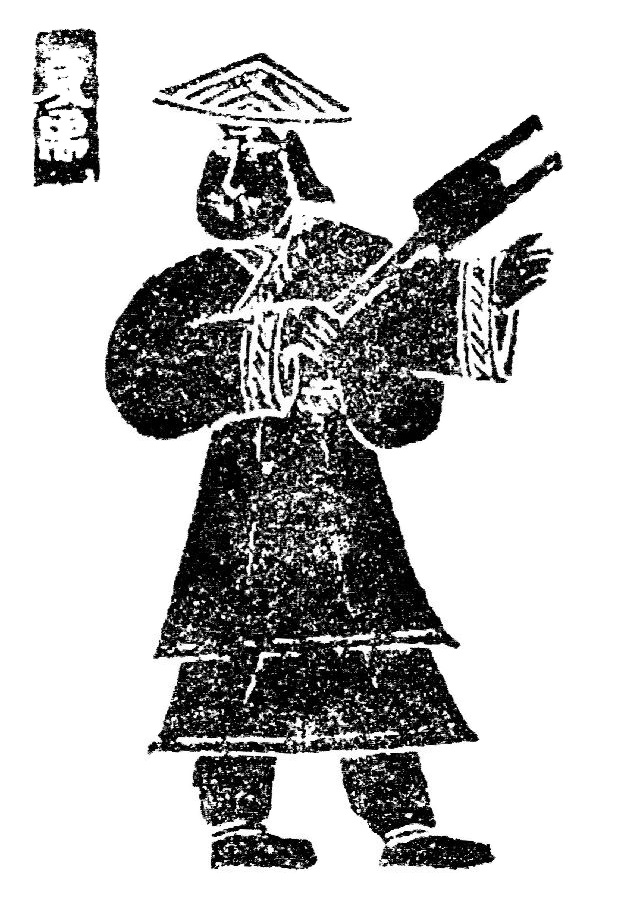
Han-Dynastie-Darstellung von Yu

Während der Herrschaft von Kaiser Yao wurde das chinesische Kernland häufig von Überschwemmungen geplagt, die eine weitere wirtschaftliche und soziale Entwicklung verhinderten. Yus Vater, Gun, wurde damit beauftragt, ein System zur Kontrolle der Überschwemmungen zu entwickeln. Er verbrachte mehr als neun Jahre damit, eine Reihe von Deichen und Dämmen entlang der Flussufer zu bauen, aber all dies war unwirksam, trotz (oder wegen) der großen Anzahl und Größe dieser Deiche und der Verwendung eines speziellen, sich selbst ausdehnenden Bodens. Als Erwachsener setzte Yu die Arbeit seines Vaters fort und machte eine sorgfältige Studie der Flusssysteme, um herauszufinden, warum die großen Anstrengungen seines Vaters gescheitert waren.
In Zusammenarbeit mit Hou Ji, einem halbmythischen Meister der Landwirtschaft, entwickelte Yu erfolgreich ein System zur Kontrolle von Überschwemmungen, das entscheidend für den Wohlstand des chinesischen Kernlandes war. Anstatt die Flüsse direkt zu stauen, baute Yu ein System von Bewässerungskanälen, die das Hochwasser auf die Felder ableiteten, und verwendete viel Mühe darauf, die Flussbetten auszubaggern. Yu soll mit den einfachen Arbeitern gegessen und geschlafen haben und verbrachte die meiste Zeit persönlich damit, die Arbeit des Ausbaggerns der schlammigen Flussbetten während der dreizehn Jahre, die das Projekt dauerte, zu unterstützen. Das Ausbaggern und die Bewässerung waren erfolgreich und ermöglichten es der alten chinesischen Kultur, entlang des Gelben Flusses, des Wei-Flusses und anderer Wasserwege im chinesischen Kernland zu blühen. Das Projekt brachte Yu in der gesamten chinesischen Geschichte Ruhm ein und wird in der chinesischen Geschichte als „Großer Yu beherrscht die Gewässer“ (chinesisch: 大禹治水; pinyin: Dà Yǔ Zhì Shuǐ) bezeichnet. Insbesondere der Berg Longmen entlang des Gelben Flusses hatte einen sehr engen Kanal, der das Wasser daran hinderte, frei nach Osten in Richtung Ozean zu fließen. Yu soll eine große Anzahl von Arbeitern gebraucht haben, um diesen Kanal zu öffnen, der seitdem als „Yus Tor“ (chinesisch: 禹門口) bekannt ist.

### Apokryphe Geschichten
In einer mythischen Version dieser Geschichte, die in Wang Jias Werk Shi Yi Ji aus dem 4. Jahrhundert n. Chr. dargestellt wird, wird Yu bei seiner Arbeit von einem gelben Drachen und einer schwarzen Schildkröte (die nicht unbedingt mit der schwarzen Schildkröte der chinesischen Mythologie in Verbindung steht) unterstützt. Ein anderer lokaler Mythos besagt, dass Yu die „Drei-Pässe-Schlucht“ des Yangzi-Flusses in Sanmenxia (Sanxia liegt am Yangzi, Sanmenxia am Gelben Fluss) schuf, indem er mit einer göttlichen Streitaxt einen Bergrücken durchtrennte, um die Überschwemmungen zu kontrollieren. Dies ist vielleicht eine Anspielung auf einen Meteoritenstein – etwas, das hart genug war, um das harte Grundgestein des Berges Longmen wegzuätzen.
Traditionelle Geschichten besagen, dass Yu einen großen Teil seines Körpers opferte, um die Überschwemmungen zu kontrollieren. Zum Beispiel sollen seine Hände dick schwielig gewesen sein, und seine Füße waren komplett mit Schwielen bedeckt. In einer verbreiteten Geschichte war Yu erst vier Tage verheiratet, als er die Aufgabe erhielt, die Flut zu bekämpfen. Er verabschiedete sich von seiner Frau mit den Worten, dass er nicht wisse, wann er zurückkehren würde. Während der dreizehn Jahre andauernden Überschwemmung kam er dreimal an der Türschwelle seiner eigenen Familie vorbei, aber jedes Mal kehrte er nicht in sein eigenes Haus zurück. Das erste Mal, als er vorbeikam, hörte er, dass seine Frau in den Wehen lag. Als er das zweite Mal vorbeikam, konnte sein Sohn bereits nach seinem Vater rufen. Seine Familie drängte ihn, nach Hause zurückzukehren, aber er sagte, das sei unmöglich, da die Flut noch andauere. Als Yu das dritte Mal vorbeikam, war sein Sohn schon mehr als zehn Jahre alt. Jedes Mal weigerte sich Yu, durch die Tür zu gehen, und sagte, da die Flut unzählige Menschen obdachlos mache, könne er nicht ruhen.
Yu tötete angeblich Gonggongs Minister Xiangliu, ein neunköpfiges Schlangenmonster.

## Die Neun Provinzen

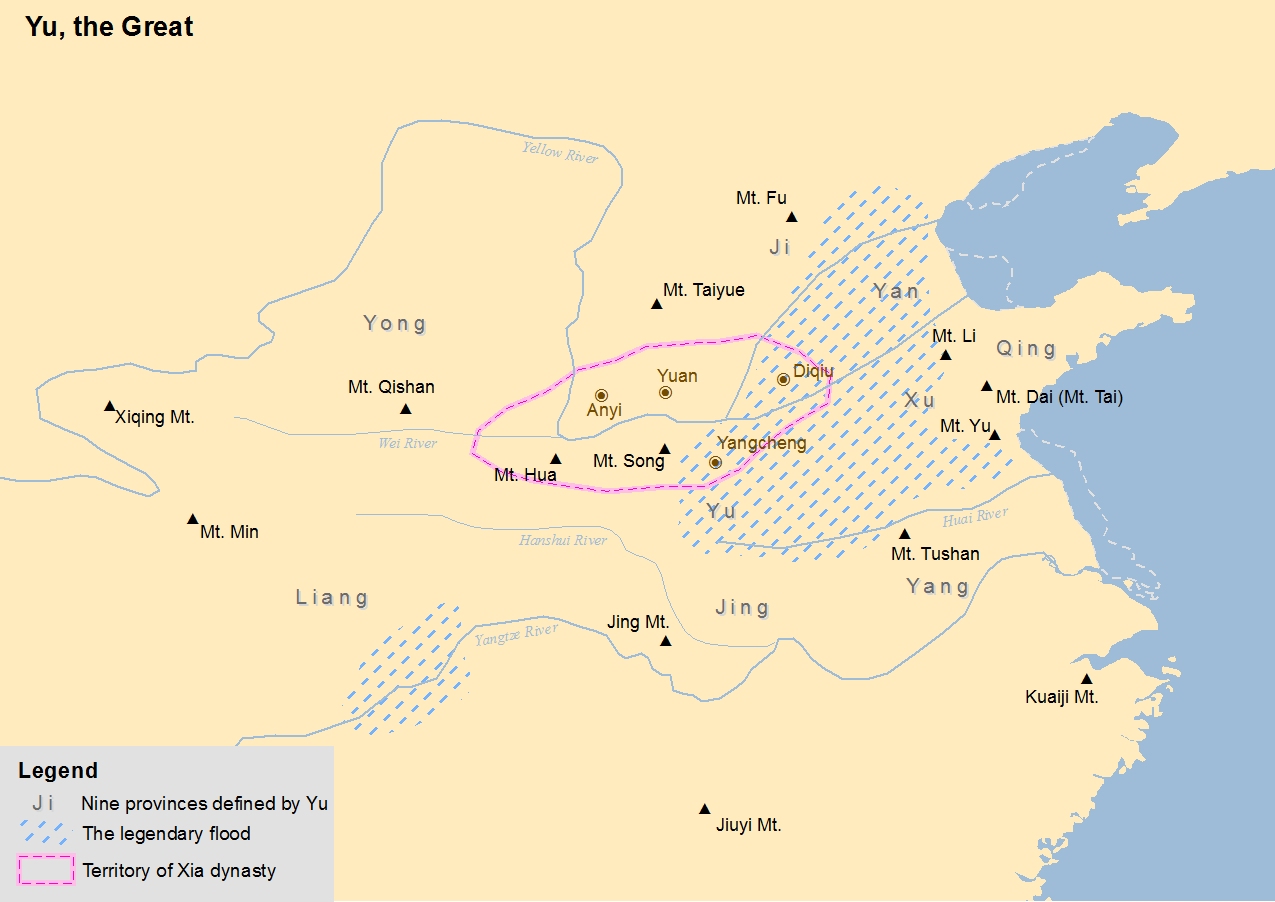
Karte mit den Neun Provinzen, die Yu der Große während der legendären Flut definierte

Kaiser Shun, der nach Yao regierte, war von Yus Ingenieursarbeit und Fleiß so beeindruckt, dass er Yu statt seinem eigenen Sohn den Thron überließ. Yu soll den Thron zunächst abgelehnt haben, war aber bei anderen lokalen Fürsten und Häuptlingen so beliebt, dass er im Alter von 53 Jahren zustimmte, der neue Kaiser zu werden. Er errichtete eine Hauptstadt in Anyi (chinesisch: 安邑), deren Ruinen sich im modernen Landkreis Xia in der südlichen Provinz Shanxi befinden, und gründete die sogenannte Xia-Dynastie, die traditionell als Chinas erste Dynastie gilt.
Yus Arbeit zur Flutkontrolle soll ihn mit allen Regionen des damaligen han-chinesischen Territoriums vertraut gemacht haben. Gemäß seiner Abhandlung Yu Gong im Buch der Dokumente teilte Yu die chinesische „Welt“ in neun Zhou oder Provinzen ein. Diese waren Jizhou (冀州), Yanzhou (兗州), Qingzhou (靑州), Xuzhou (徐州), Yangzhou (揚州), Jingzhou (荊州), Yuzhou (豫州), Liangzhou (梁州) und Yongzhou (雍州).
Nach den Berichten von Zhou gab es kein Xuzhou oder Liangzhou, stattdessen gab es Youzhou (幽州) und Bingzhou (並州), aber nach den Erya gab es kein Qingzhou oder Liangzhou, stattdessen gab es Youzhou (幽州) und Yingzhou (營州). So oder so gab es neun Regionen. Nachdem er Bronze aus diesen neun Gebieten erhalten hatte, schuf er Ding-Gefäße, die die Neun Dreibeinkessel genannt wurden. Yu errichtete dann seine Hauptstadt in Yang City (陽城). Laut den Bambus-Annalen tötete Yu einen der nördlichen Anführer, Fangfeng (防風), um seine Position auf dem Thron zu stärken.

## Tod

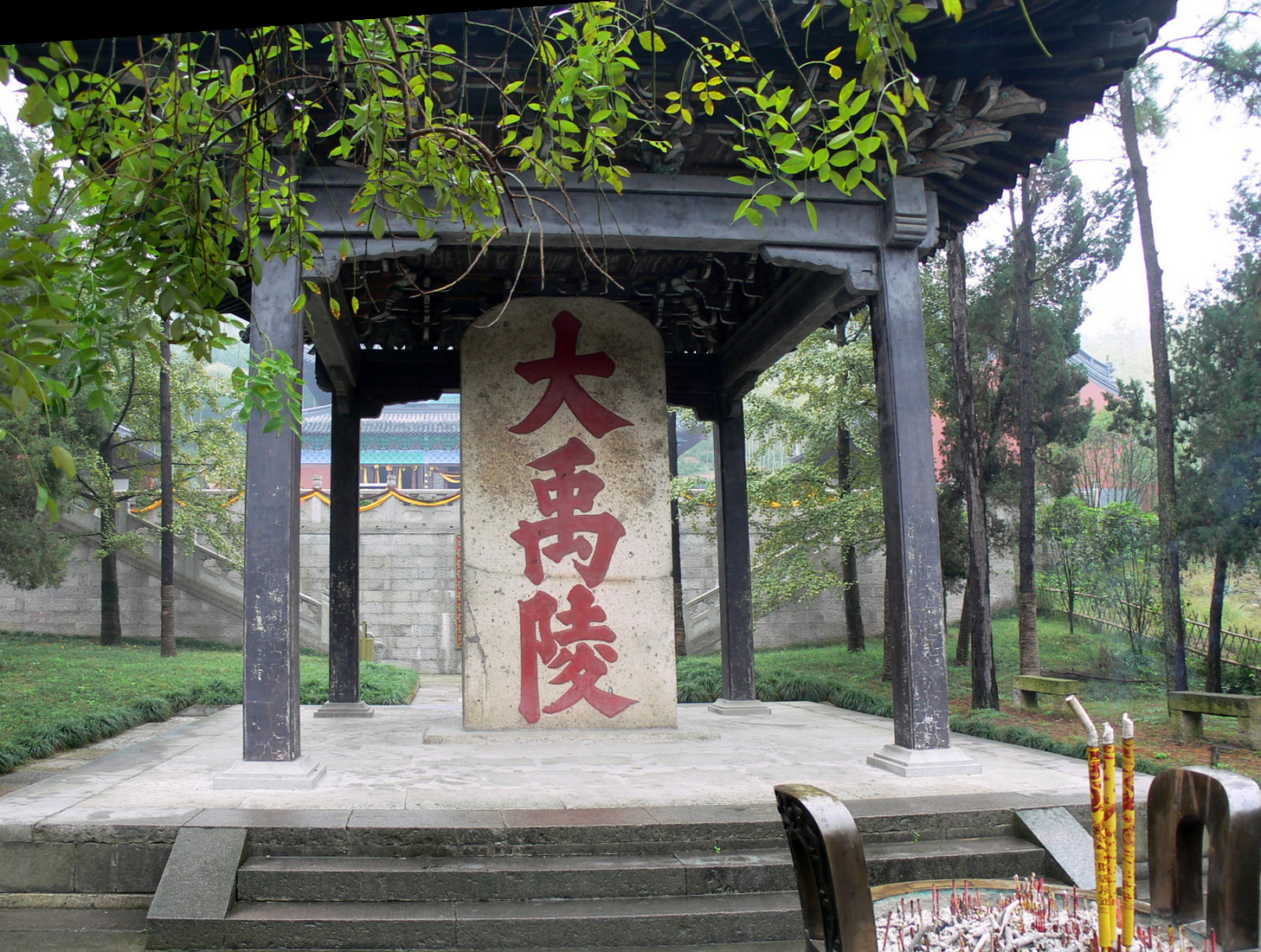
Yu-Mausoleum in Shaoxing

Den Bambus-Annalen zufolge regierte Yu die Xia-Dynastie fünfundvierzig Jahre lang und starb laut Yue Jueshu (越絕書) an einer Krankheit. Es heißt, dass er am Berg Kuaiji, südlich des heutigen Shaoxing, während einer Jagdreise zur Ostgrenze seines Reiches starb und dort begraben wurde. Das heute bekannte Yu-Mausoleum (大禹陵) wurde erstmals im 6. Jahrhundert n. Chr. (Periode der Südlichen und Nördlichen Dynastien) zu seinen Ehren errichtet, es liegt vier Kilometer südöstlich der Stadt Shaoxing und wurde in späteren Perioden mehrfach umgebaut. Die drei Hauptteile des Mausoleums sind das Yu-Grab (禹陵), der Tempel (禹廟) und die Gedenkstätte (禹祠). In vielen Statuen ist er mit einer antiken Hacke (耒耜) zu sehen. Eine Reihe von Kaisern in der Kaiserzeit reisten dorthin, um Zeremonien zu seinen Ehren durchzuführen, vor allem Qin Shi Huang.

## Historizität

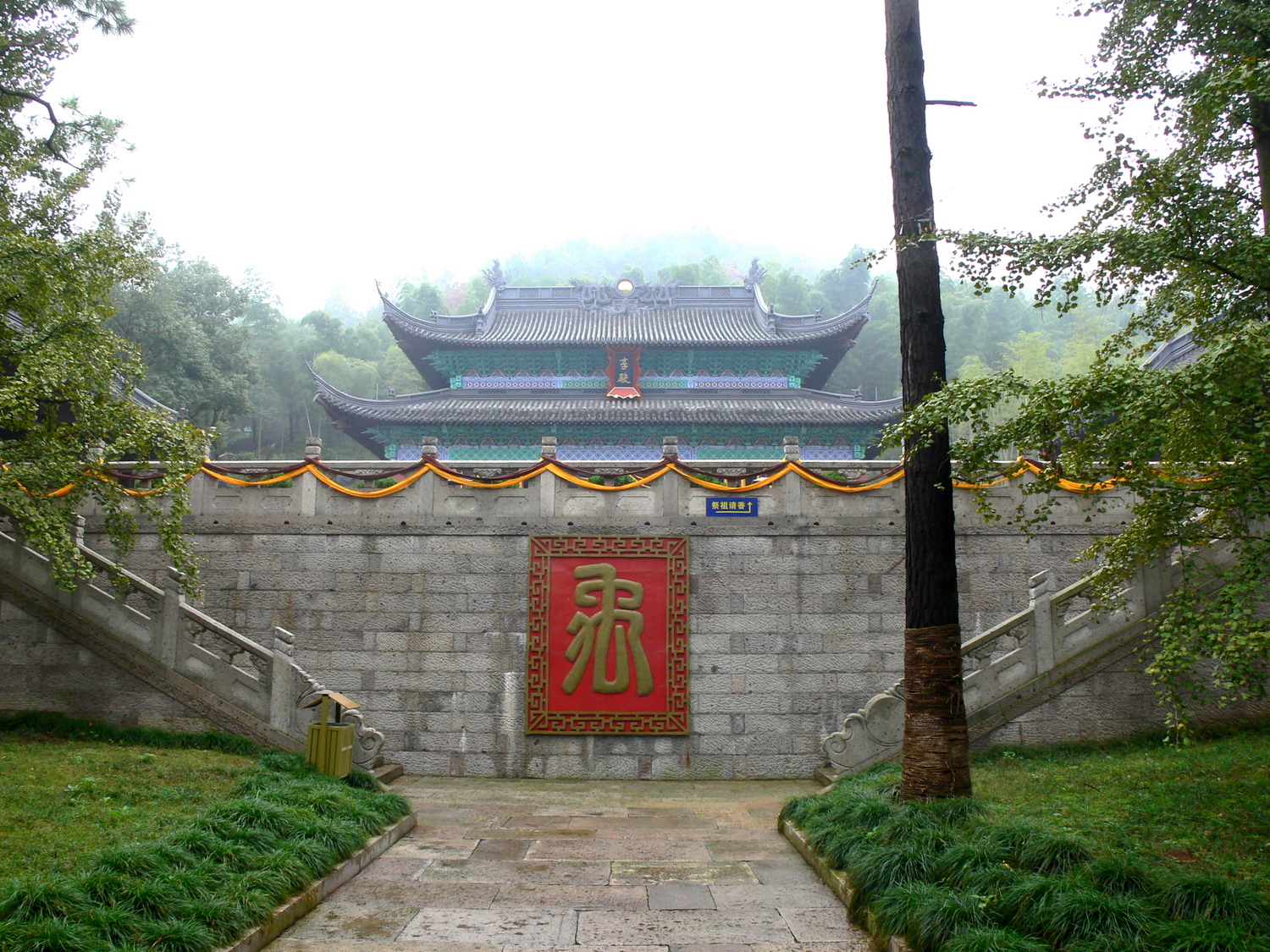
Tempel von Yu dem Großen in Shaoxing

Da keine dokumentarischen Belege über Yu überlebt haben, gibt es eine Kontroverse über die Historizität dieser Figur. Keine Inschriften auf Artefakten, die auf die angebliche Ära Yus datiert sind, oder die späteren Orakelknochen enthalten irgendeine Erwähnung von Yu. Der erste archäologische Beweis für Yu stammt von Gefäßen, die etwa tausend Jahre nach seinem angeblichen Tod, während der westlichen Zhou-Dynastie, hergestellt wurden.
Die „Doubting Antiquity School“ von Historikern des frühen 20. Jahrhunderts stellte zum Beispiel die Theorie auf, dass Yu in den frühesten Legenden keine Person war, sondern eher ein Gott oder ein mythisches Tier, das mit Wasser und möglicherweise mit der mythischen Legende der Drachenkönige und ihrer Kontrolle über das Wasser verbunden war. Nach dieser Theorie wurde Yu (als Gott oder Tier) von den frühen Xia-Leuten auf zeremoniellen Bronzen dargestellt, und zu Beginn der Zhou-Dynastie hatte sich die legendäre Figur in den ersten Menschen verwandelt, der Wasser kontrollieren konnte, und erst während der Zhou-Dynastie wurden die legendären Figuren, die jetzt vor Yu stehen, der orthodoxen legendären Linie hinzugefügt. Nach der chinesischen Legende war Yu der Große ein Mensch-Gott.
Erste Hinweise auf Yu finden sich auf Gefäßen aus der Zeit der Westlichen Zhou-Dynastie (11. Jahrhundert bis 771 v. Chr.), also erst über tausend Jahre nach seiner angeblichen Existenz. In dieser Zeit galt er noch als ein das Land vor den Wasserfluten rettendes göttliches Wesen; erst später wurde er als grandioser menschlicher Wasserbauingenieur betrachtet. In der Zeit der Streitenden Reiche (5. bis 3. Jahrhundert v. Chr.) wurde ihm dann auch die Gründung der Xia-Dynastie zugeschrieben. Die traditionelle Geschichtsschreibung legte sich später für ihn eine Regierungszeit von 2205 bis 2147 v. Chr. zurecht und beschrieb ihn und seine Charaktereigenschaften entsprechend der dann geltenden Ideale für Beamten und Herrscher.
Archäologische Beweise für einen großen Hochwasserausbruch am Gelben Fluss wurden auf etwa 1920 v. Chr. datiert. Dies fällt mit der Entstehung neuer Kulturen entlang des Gelben Flusses zusammen. Die Probleme mit der Wasserregulierung nach der ersten Überschwemmung könnten plausiblerweise etwa zwanzig Jahre gedauert haben. Wu und seine Co-Autoren schlagen vor, dass dies die Idee unterstützt, dass die Geschichten von Yu dem Großen von einer historischen Person stammen könnten.

## Vermächtnis

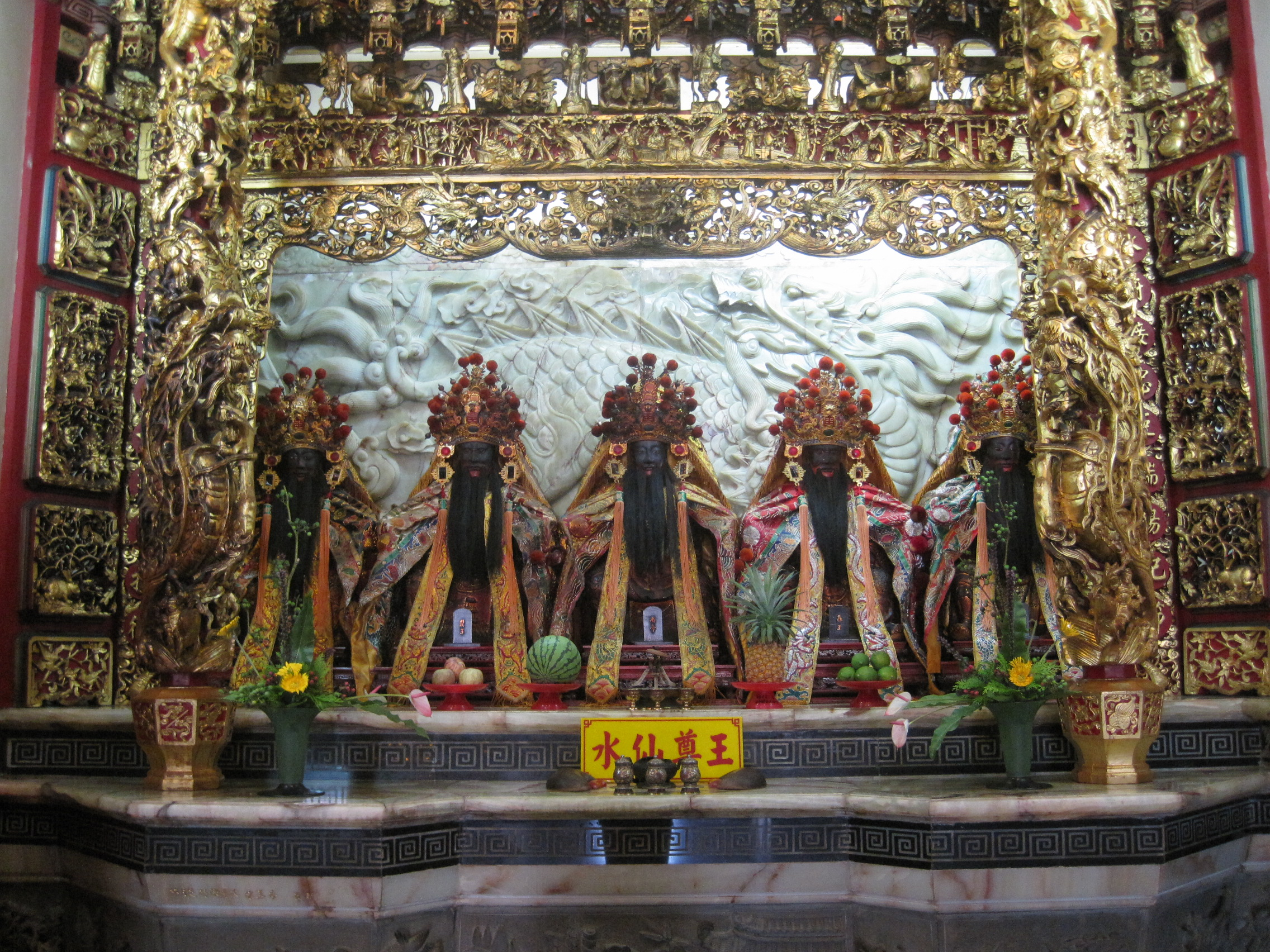
Yu und seine Mitkönige der Wasserunsterblichen in einem Schrein im Anping-Tianhou-Tempel in Tainan auf Taiwan

Yu wurde von den alten Chinesen lange als idealer Herrscher und eine Art Philosophenkönig angesehen. Beichuan, Wenchuan und Dujiangyan in Sichuan haben alle den Anspruch erhoben, sein Geburtsort zu sein.
Aufgrund seiner Beteiligung an Chinas mythischer Sintflut wurde Yu auch als Wassergottheit im Taoismus und den chinesischen Volksreligionen angesehen. Er ist das Oberhaupt der „Fünf Könige der Wasser-Unsterblichen“, die in Schreinen in Matsu-Tempeln als Beschützer von Schiffen auf der Durchreise verehrt werden.
Sein persönlicher Name wurde schließlich zu einem chinesischen Nachnamen. Der Name war eine Vereinfachung des Kleinkönigreichs 鄅, im heutigen Shandong. Nach seiner Eroberung durch den Staat Lu nahmen seine Untertanen Yu als Familiennamen an. Laut Zhan Guo Ce wird die Erfindung des Alkohols während seiner Regierung unter der Führung von Yidi (儀狄) zugeschrieben.